# Macrobrachium transandicum
Macrobrachium transandicum är en kräftdjursart som beskrevs av Lipke Bijdeley Holthuis 1950. Macrobrachium transandicum ingår i släktet Macrobrachium och familjen Palaemonidae. Inga underarter finns listade i Catalogue of Life.